# Elgin (Oklahoma)
Elgin é uma cidade localizada no estado norte-americano de Oklahoma, no Condado de Comanche.

## Demografia
Segundo o censo norte-americano de 2000, a sua população era de 1210 habitantes.
Em 2006, foi estimada uma população de 1296, um aumento de 86 (7.1%).

## Geografia
De acordo com o United States Census Bureau tem uma área de
6,6 km², dos quais 6,6 km² cobertos por terra e 0,0 km² cobertos por água. Elgin localiza-se a aproximadamente 394 m acima do nível do mar.

## Localidades na vizinhança
O diagrama seguinte representa as localidades num raio de 20 km ao redor de Elgin.